# Clavija longifolia
Clavija longifolia là một loài thực vật có hoa trong họ Anh thảo. Loài này được Ruiz & Pav. mô tả khoa học đầu tiên năm 1798.